# جوناثان إدواردز (سياسي)
جوناثان إدواردز (بالإنجليزية: Jonathan Edwards)‏ هو سياسي أمريكي، ولد في 27 سبتمبر 1798، وتوفي في 23 أغسطس 1875. انتخب عضو جمعية ولاية نيويورك.